# Stipe Ugarković
Stipe Ugarković (Malo Polje, Perušić, 31. listopada 1910. - Zagreb, 19. siječnja 1985.) bio je  hrvatski partizan, jedan od organizatora antifašističkog ustanka u Hrvatskoj na području Like. Sudionik Drugoga svjetskog rata na partizanskoj strani. Poslije je rata bio društveno-politički radnik u Hrvatskoj, obnašavši visoke dužnosti u Hrvatskoj.

## Životopis
Rodio se 31. listopada 1910. godine u Malom Polju kod Perušića. Bačvarski zanat je izučio u Sisku, odakle je 1928. godine otišao u Zagreb. Bio je djelatan u URSSJ-ovim sindikatima. Srpnja 1934. je pristupio Komunističkoj partiji Hrvatske.
Nakon što ga je policija dva puta izgnala iz Zagreba, posao je uspio naći u Varaždinu. Policija ga je ondje opet uhitila 1937. i izgnala iz grada. Ugarković je potom otišao u Kranj. Od 1938. godine je bio nezakonitom stranačkom radu u Zagrebu, gde je bio članom Mjesnog komiteta (odbora) KP Hrvatske i od 1939. njegovim sekretarom (tajnikom). Iste godine su ga vlasti uhitile i zatočile u lepoglavsku kaznionicu u kojoj je ostao do travnja 1940. godine. Te godine izabran je za člana Centralnog komiteta KPH, a na 5. zemaljskoj konferenciji i za kandidata Centralnog komiteta KPJ.
CK KPH ga je srpnja 1941. godine uputio u Liku raditi na organiziranju ustanka. Tijekom Drugog svjetskog rata je bio zapovjednikom partizanskog odreda Božidar Adžija i komesar 14. primorsko-goranske brigade NOVH. Od svibnja 1943. godine je radio u Povjereništvu CK KPH za sjevernu Hrvatsku.
Poslije oslobođenja je obnašao dužnosti u Savezu sindikata Jugoslavije. Od 1951. do 1956. godine je bio direktorom Republičkog zavoda za socijalno osiguranje Hrvatske, a od 1956. do 1964. sekretarom za rad Izvršnog vijeća Sabora.
Nositelj je Partizanske spomenice 1941. godine.
Umro je 19. siječnja 1985. godine u Zagrebu. Pokopan je na zagrebačkom groblju Mirogoj.

## Djela
Autor je nekoliko knjiga u svezi s tematikom hrvatskog antifašističkog pokreta u Drugom svjetskom ratu, od kojih su neke:
- Zapisi ilegalca, Zagreb 1953.
- Milosti ne tražim: zapisi i uspomene o narodnom heroju Radi Končaru, Zagreb 1959.
- Srpom i čekićem, Zagreb 1959.
- Zagreb, grad heroj: spomen-obilježja revoluciji (suautor dr Ivan Očak), Zagreb 1979.